# Billy White Creek
Billy White Creek är ett vattendrag i Belize.   Det ligger i distriktet Cayo, i den centrala delen av landet, 29 kilometer väster om huvudstaden Belmopan.
I omgivningarna runt Billy White Creek växer i huvudsak städsegrön lövskog. Runt Billy White Creek är det glesbefolkat, med 10 invånare per kvadratkilometer.